# Яблонна (гміна, Легьоновський повіт)
Гміна Яблонна (пол. Gmina Jabłonna) — сільська гміна у центральній Польщі. Належить до Легьоновського повіту Мазовецького воєводства.
Станом на 31 грудня 2011 у гміні проживало 16809 осіб.

## Площа
Згідно з даними за 2007 рік площа гміни становила 64.55 км², у тому числі:
- орні землі: 37.00%
- ліси: 42.00%

Таким чином, площа гміни становить 16.56% площі повіту.

## Населення
Станом на 31 грудня 2011:
| Опис     | Загалом | Загалом | Чоловіки | Чоловіки | Жінки | Жінки |
| -------- | ------- | ------- | -------- | -------- | ----- | ----- |
| одиниця  | осіб    | %       | осіб     | %        | осіб  | %     |
| все      | 16809   | 100     | 8212     | 48.85    | 8597  | 51.15 |
| міське   | 0       | 100     | 0        |          | 0     |       |
| сільське | 16809   | 100     | 8212     | 48.85    | 8597  | 51.15 |

## Сусідні гміни
Гміна Яблонна межує з такими гмінами: Велішев, Леґьоново, Ломянкі, Непорент, Новий-Двур-Мазовецький, Чоснув.